# Marina Gandini
Marina Gandini (Alzano Lombardo, 6 marzo 1989) è un'ex pistard italiana, campionessa italiana nella velocità nel 2007.

## Carriera
Nella sua breve carriera nel ciclismo su pista ha corso prevalentemente nelle categorie giovanili: dopo aver gareggiato per il G.S.C Villongo nella categoria giovanissimi e nella Bike Tre Team (esordienti ed allievi), da Juniores ha corso con il Team Valsabbia. 
Ai campionati italiani su pista 2006 vinse il titolo juniores nella velocità, classificandosi inoltre seconda nel keirin e terza nei 500 metri a cronometro. Nel 2007 partecipò ai campionati europei su pista, ai campionati del mondo, dove conquistò il quinto posto nella velocità a squadre insieme a Serena Mensa, e ai campionati italiani, dove vinse tre titoli: velocità, keirin e velocità a squadre juniores. 
Al termine della stagione 2007, nonostante i risultati ottenuti, decide di abbandonare l'attività agonistica.

## Palmarès
- 2006

Campionati italiani, velocità juniores
- 2007

Campionati italiani, velocità juniores
Campionati italiani, keirin juniores
Campionati italiani, velocità a squadre juniores